# 河南省体育运动学校
河南省体育运动学校，简称河南省体校，是一所位于河南省郑州市的体育类中等专业学校，为国家级重点中等职业学校。学校创建于1973年，是河南省最早成立的体育类全日制中等职业学校，也是目前唯一的省属体育运动学校。

## 简介
学校位于郑州市惠济区银河街2号，毗邻河南省体育中心、郑州大学体育学院，拥有现代化的训练场馆等设施条件。开设有篮球、排球、足球、田径、摔跤、柔道、跆拳道、举重、拳击、划船、网球、羽毛球、空手道共13个奥运项目，武术套路、武术散打、中国跤3个非奥项目。此外还开设文化课、基础理论课和体育普修课20多门。
学校的办学思想为“特色立校，文化强校”。

## 荣誉
- 2011年 教育部命名为“国家级重点中等职业学校”
- 2011年 国家体育总局授予“全国业余训练先进单位”
- 2012年 中共河南省委、河南省人民政府命名为“省级文明单位”
- 2012年 河南省教育厅评为“河南省教育系统先进集体”
- 2013年 国家体育总局评为“全国群众体育先进单位”
- 2005-2016年 连续三个周期被国家体育总局认定为“国家高水平体育后备人才基地”
- 2017年 国家体育总局认定为“国家重点高水平体育后备人才基地”

## 知名校友
- 张香花
- 范运杰
- 孙甜甜
- 李雪英
- 娄佳惠
- 李红
- 尹笑言
- 朱婷
- 宁泽涛
- 李昀琦
- 王诗锦